# Dongjiang, Gansu
Dongjiang (kinesiska: 东江) är en köping i nordvästra Kina. Den ligger i stadsdistriktet Wudu i staden Longnan i provinsen Gansu,  omkring 310 kilometer söder om provinshuvudstaden Lanzhou. Antalet invånare är 16 816. Befolkningen består av 8 161 kvinnor och 8 655 män. Barn under 15 år utgör 14,0 %, vuxna 15-64 år 80 %, och äldre över 65 år 4,0 %.